# Medalha Leonard
A Medalha Leonard (em inglês:  Leonard Medal) contempla contribuições excepcionais à ciência meteorítica e campos relacionados.  Foi instituída em 1962 pela Meteoritical Society, em memória do primeiro presidente da sociedade, Frederick Leonard.

## Laureados[2]
- 1966 - Carlyle Smith Beals
- 1967 - Harvey H. Nininger
- 1968 - Ernst Julius Öpik
- 1969 - Harold Clayton Urey
- 1970 - Fred Whipple
- 1971 - Yevgeny Krinov
- 1972 - Brian Harold Mason
- 1973 - John Reynolds
- 1974 - Edward Anders
- 1975 - Gerald Joseph Wasserburg
- 1976 - James A. Arnold
- 1977 - Hans Suess
- 1978 - John A. Wood
- 1979 - Paul Ramdohr
- 1980 - Heinrich Wänke
- 1981 - George Wetherill
- 1982 - Robert N. Clayton
- 1983 - Johannes Geiss
- 1984 - B. Y. Levin
- 1985 - Eugene Shoemaker
- 1986 - Ralph B. Baldwin
- 1987 - Masatake Honda
- 1988 - Klaus Keil
- 1989 - Viktor Safronov
- 1990 - Peter Eberhardt
- 1991 - Donald D. Clayton
- 1992 - John T. Wasson
- 1993 - Robert M. Walker
- 1994 - Alastair Cameron
- 1995 - Friedrich Begemann
- 1996 - Donald E. Brownlee
- 1997 - Ernst Zinner
- 1998 - S. Ross Taylor
- 1999 - Grenville Turner
- 2000 - Günter W. Lugmair
- 2001 - Harry Y. McSween Jr
- 2002 - Donald D. Bogard
- 2003 - Herbert Palme
- 2004 - Michael J. Drake
- 2005 - Joseph I. Goldstein
- 2006 - Michael J. Gaffey
- 2007 - Michel Maurette
- 2008 - Edward R. D. Scott
- 2009 - Lawrence Grossman
- 2010 - Hiroshi Takeda
- 2011 - François Robert
- 2012 - Donald Burnett
- 2013 - Ahmed El Goresy
- 2014 - Roger Hewins
- 2015 - Jeffrey N. Cuzzi
- 2016 - Hiroko Nagahara
- 2017 - Mark Thiemens